# Luník IX
Luník IX es un barrio en la ciudad de Košice, Eslovaquia, en el distrito Košice II. Se encuentra en la parte oeste-central de la ciudad, rodeado por los barrios de Pereš, Myslava, Barca, Juh y Západ.

## Características
Lunik IX contiene la comunidad más grande de personas Roma en Eslovaquia. A pesar de que originariamente fue construido para 2,500 habitantes,  se estima que la población es ahora tres veces más. Los estándares son bajos, con servicios como gas, agua, y la electricidad que se cortan frecuentemente, ya que la mayoría de los habitantes no pagan alquiler o tarifas.
Los niveles de salud de sus habitantes son bajos y enfermedades como hepatitis, piojos, diarrea, sarna, y la meningitis son comunes. El paro en el municipio llega casi al 100%. El municipio tiene una escuela elemental y una guardería.
A Luník IX llega una única línea de autobús, la cual sólo tiene unas pocas paradas. Sólo se puede abordar el autobús por la puerta delantera. Debido a los ataques frecuentes de los residentes, los conductores de esta línea de autobús reciben una paga de peligrosidad.
El vlogger inglés, Benjamin Rich "Bald y Bankrupt", grabó un vídeo en la zona, Partying In Europe's Biggest Slum | Lunik IX en 2019.

## Historia
El asentamiento Roma junto al municipio fue demolido en 1979; la gente que allí vivía se mudó a Luník IX; por otro lado, en las inmediaciones había un vertedero cercano. Aproximadamente en 1980, la población Roma comprendía casi la mitad de sus habitantes, que rondaban los 2000. Con el tiempo, la población no Roma fue gradualmente mudándose, con los gitanos ocupando sus apartamentos, lo que convirtió al barrio en un ghetto.
En 1995, el ayuntamiento de Košice creó un plan para abordar las condiciones de vida de los sin techo y okupas de la ciudad de Košice La finalidad era trasladarlos a todos a Luník IX, dando la opción a familias "no problemáticas" de mudarse del barrio si así lo querían. Dicho plan está actualmente en curso.

## Estadística
- Área: 1.07 kilómetros cuadrados (0.41  )
- Población: 6,411 (diciembre de 2017)
- Densidad de población: 6,000/km² (diciembre de 2017)
- Distrito: Košice II
- Mayor: Marcel Šunňun (cuando de 2018 elecciones)